# 凤凰山 (朝阳市)

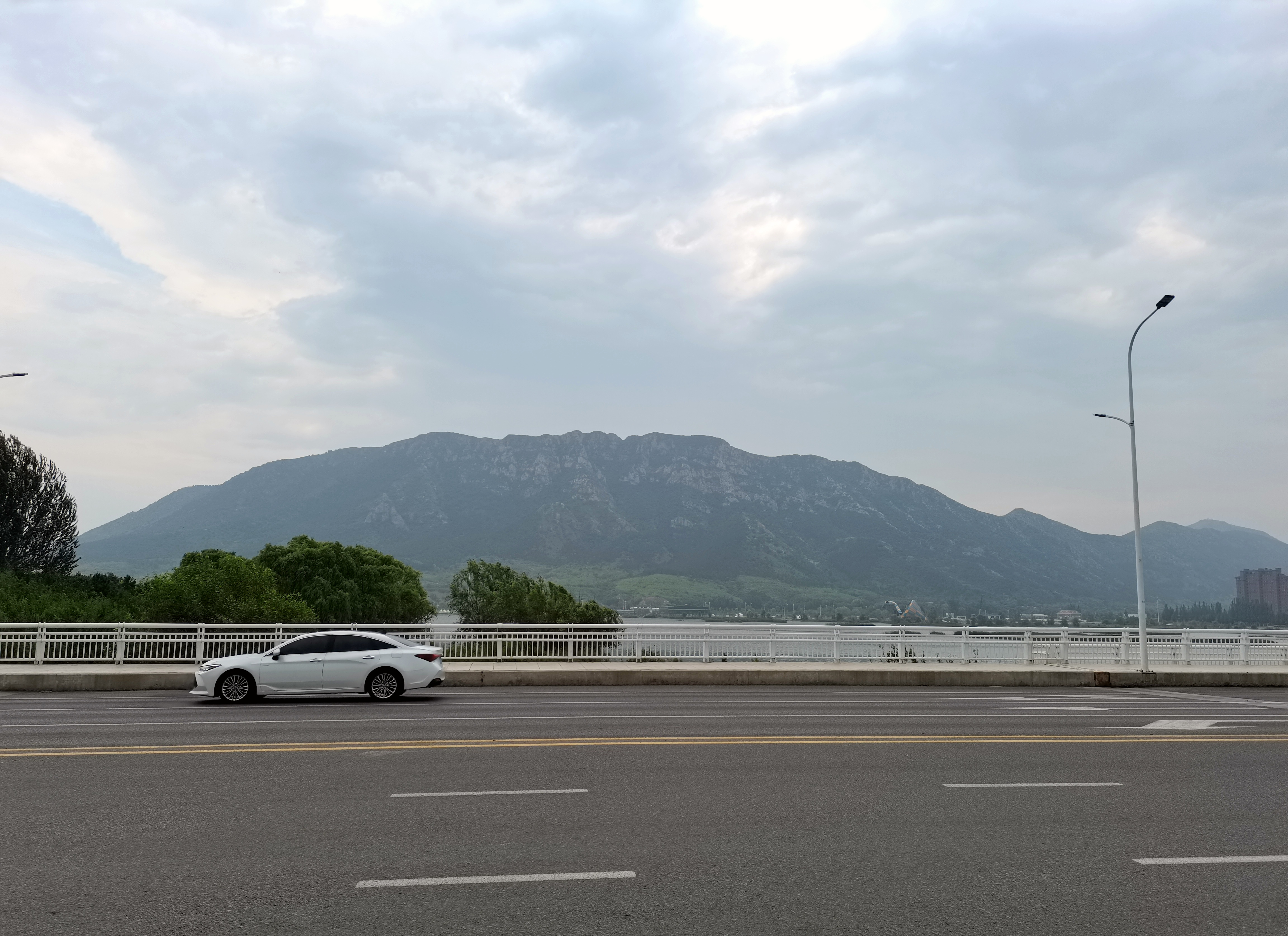
自燕都大桥远眺凤凰山

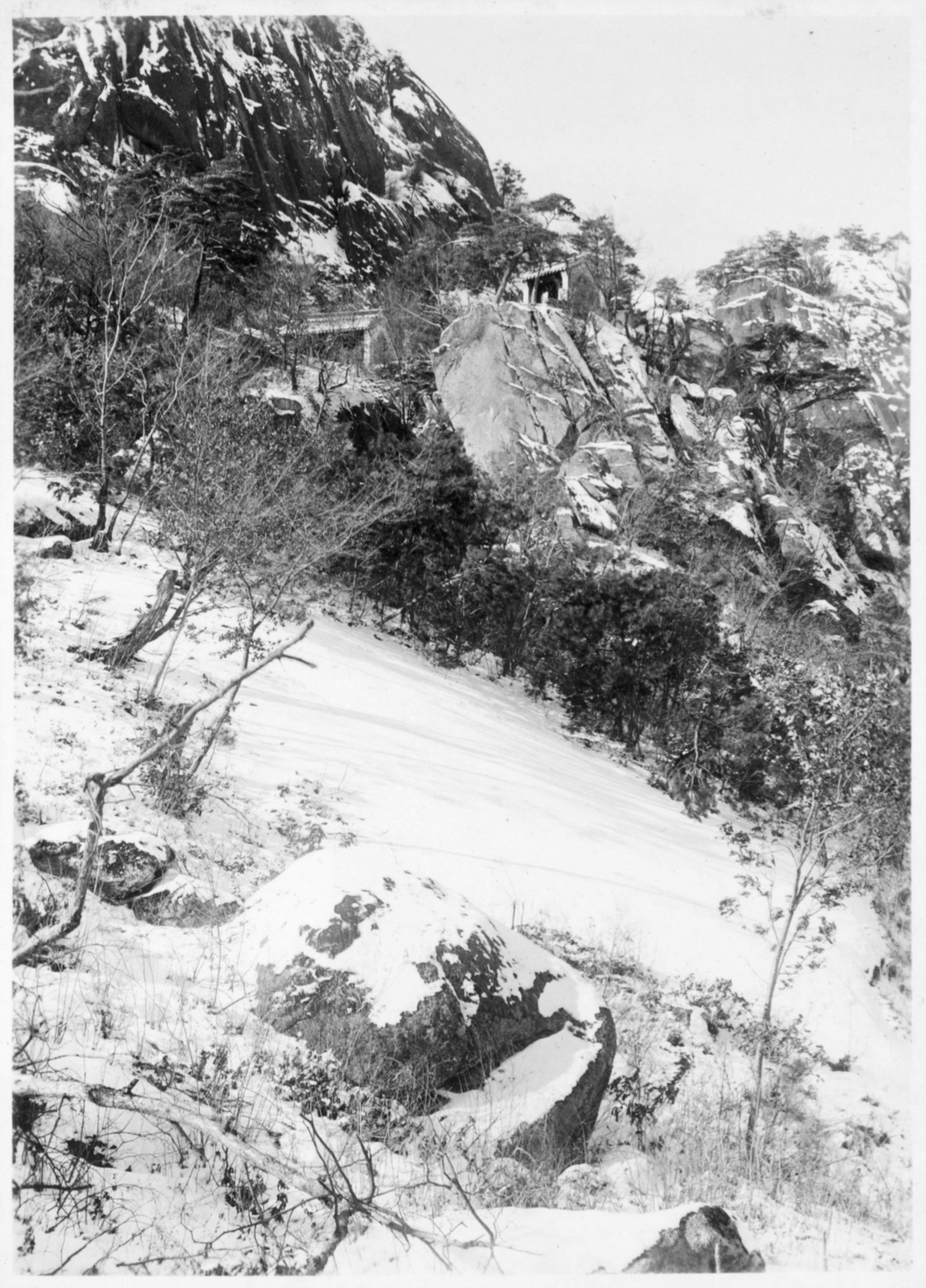
1920年代的鳳凰山觀音閣

凤凰山，辽宁省朝阳市山脉，属松岭山脉北段，旧称龙山、和龙山，在清朝初期改名为凤凰山。

## 地质结构
地质结构为沉积岩，山体走向由东南至西北，占地面积约55平方公里，最高海拔668米。

## 地位
国家级森林公园和国家AAAA级风景区、东北历史佛教名山。